# 又市征治
又市 征治（またいち せいじ、1944年〈昭和19年〉7月18日 - 2023年〈令和5年〉9月18日）は、日本の政治家、労働運動家、地方公務員。参議院議員（3期）、社会民主党幹事長（第5代・第7代）、副党首、党首（第5代）を歴任。

## 生涯

### 生い立ち
1944年7月18日、富山県富山市生まれ。1962年、富山県立富山高等学校卒業。1965年、富山県庁就職。1974年、自治労富山県本部書記長に就任。1995年、自治労富山県本部執行委員長就任。

### 国政にて
2001年、第19回参議院議員通常選挙に社会民主党公認で比例区から立候補し、初当選した。

### 幹事長時代
2003年、幹事長・福島瑞穂の党首就任により、幹事長就任。
幹事長時代に、政党交付金の激減による財政難から党の財政と運営を見直すために創設された党改革推進委員会委員長を兼任。33人の党本部職員のうち、9人を指名解雇するリストラ方針を決めた{{要出典}}。これらの人員整理の手腕から、党内の一部で、「人切り又市」と呼ばれた。又市は「どこかの会社と一緒にして『解雇』と大々的に宣伝されるのは心外だ。党員に事情をよく説明し、人件費削減への協力をお願いしている」と語った{{要出典}}。これを不服として、対象者の内3名が原告となり、解雇撤回を求めて訴訟が起こされた。一審では原告側が敗訴したが、控訴審では原告3名の内1名が訴えの一部を認められ、後に金銭和解が成立（2008年1月東京高裁）した。残る2名の原告は上告したが、2008年2月1日、最高裁が上告を棄却し、社民党の主張がほぼ全面的に認められ、原告側の敗訴が確定した{{要出典}}。
2007年7月、第21回参議院議員通常選挙で再選（比例区）。2007年12月22日幹事長を重野安正と交代、社民党党大会において、参議院議員選挙での敗北の責任を取る形で幹事長を退いたが、福島瑞穂党首から三役に留まるよう要請され副党首に就任。福島はこの人事について「昇格だ」と語った。
2010年7月、社民党参議院議員会長に就任。7月下旬に副党首の辞任届を党首に提出したが、8月25日に撤回。
2013年1月、幹事長であった重野の引退に伴い幹事長職に復職（副党首を兼務）。7月25日、第23回参議院議員通常選挙で3選（比例区）。参議院議員選挙の敗北の責任を取り福島瑞穂が党首を辞任、党首代行を兼務。11月、社民党全国代表者会議で幹事長に再任。

### 党首就任
2018年2月25日、吉田忠智の任期満了に伴う後任として、2018年社会民主党党首選挙で無投票当選、社民党党首に就任。6月9日、党首の活動に専念するため党富山県連合代表を退き、県連の特別顧問に就任した。
2019年2月17日、党全国代表者会議で、改選を迎える夏の参院選比例代表に立候補しない意向を表明した。主要野党間の候補者一本化の状況を見極めながら、選挙区での出馬を模索するとしていた。5月7日、記者会見で「4月末に肺がんが見つかった」と述べた。東京都内の病院に13日から入院し、14日に手術を受けた。6月15日、選挙区も含め第25回参議院議員通常選挙に出馬せず、議員活動から引退する意向を表明した。
2020年2月の社民党党首選挙に向けては、当時社民党と立憲民主党の合流協議が行われていることから又市の続投を希望する声も根強く存在したが、健康上の理由で立候補しなかった。2月23日、任期満了で党首を退任し（後任は福島瑞穂）、党顧問に就任した。

### 党首退任後
2021年2月、所属する社民党富山県連が立憲民主党への合流議案を可決したことに伴い、党顧問を辞任。自身も3月1日付で立憲民主党に入党した。立憲民主党の党内グループの社会民主主義フォーラムにも加わり、顧問に就任した。
晩年は誤嚥性肺炎を患い、療養していた。
2023年9月18日午前5時43分、敗血症のため富山県立中央病院で死去。79歳没。
葬儀は同月20日、富山市で営まれ、約500人が参列した。立憲民主党前代表の枝野幸男、前幹事長の福山哲郎のほか、日本共産党書記局長の小池晃らも訪れた。元内閣総理大臣の村山富市から寄せられた「「『またさん』には社民党の厳しい時期を中心になって支えていただいた。まだまだ舌鋒鋭いご意見番として国政に喝を入れていただきたかった」との哀悼の言葉が読み上げられた。
12月16日には、東京都内のホテルでお別れの会が開かれ、立憲民主党代表の泉健太のほか、与党からも公明党代表の山口那津男ら、親交のあった国会議員や労働組合関係者など約200人が出席した。泉は弔辞で「野党共闘の要石だった」と評し、「私たちはこれからも平和と民主主義、働く者の生活と権利を守るその遺志を受け継いでいく」と述べた。

## 政策

### 憲法、安全保障関連
- 憲法改正と集団的自衛権の行使容認に反対。2014年4月21日、元行政刷新担当大臣の蓮舫や社会民主党党首の吉田忠智と連名で、第2次安倍内閣が目指す憲法解釈変更による集団的自衛権の行使容認を支持しないようアメリカ大統領のバラク・オバマに求める文書を在日米大使館に提出した。文書に賛同した19人は衆議院議員では民主党の篠原孝、生方幸夫 ・社民党の吉川元、参議院議員では民主党の蓮舫、小川敏夫、藤田幸久、相原久美子、有田芳生、石橋通宏、小西洋之、難波奨二、野田国義、大島九州男 、田城郁、徳永エリ、森本真治・社民党の吉田忠智、福島瑞穂、又市征治だった[16]。
- 辺野古への米軍基地移設に反対し、国外に移設すべきとしている。

### 元号
- 2019年4月1日の新元号「令和」発表に際し、社民党として声明を出して元号の廃止を訴えた。声明では「『令』は『命令』の『令』であり、安倍政権の目指す国民への規律や統制の強化がにじみ出ている。社民党は、社会党時代より、1950年代から強まった国体論（天皇を中心とする秩序・政体）的な様々な蠢動、『紀元節』復活、靖国神社の国家護持、『日の丸・君が代』の国旗・国歌化とその強制、そして『一世一元』の元号制などは戦前回帰であり、現行憲法の国民主権や基本的人権尊重の理念と相容れないものだと警鐘を鳴らしてきた。そして1979年の元号の法制化については、象徴天皇制とも矛盾するとして反対し、昭和を限りに廃止して西暦への一本化を求めてきた」と主張している[17]。

### 経済、資源・エネルギー関連
- TPP交渉に参加すべきでないとしている。
- 日本に原発は不要、原発の海外への輸出に反対。

### 厚生労働関連
- 選択的夫婦別姓制度導入に賛成[18][19]。
- 解雇の金銭解決制度導入に反対[20]。
- 受動喫煙防止を目的に飲食店などの建物内を原則禁煙とする健康増進法改正に反対。「他人に迷惑をかけない範囲なら個人の嗜好の問題だ」「一律に規制し罰則も科すとなれば、分煙できる店はいいが、そうでない店はやめなさいという話になる」と主張している[21][22]。

### 朝鮮半島関連
- 2016年2月7日の北朝鮮のミサイル発射に対しては、「北朝鮮によるロケットの発射に抗議する」と題して「わが国の領土と領海内に落下する可能性がありながら発射を決行したことは、民間船舶や航空、水産関係者、沖縄県民をはじめ国民に影響と不安を与えるものであり、北朝鮮政府に対し、強く抗議する」「北東アジア地域の平和と安全に悪影響を及ぼすことが懸念される」などと北朝鮮を非難する談話を発表した一方、「この機会に乗じて、いたずらに『北朝鮮の脅威』をあおり、ミサイル防衛システムの整備・強化や、『南西諸島防衛』名目の自衛隊の沖縄展開に利用することは、北東アジアの緊張関係をかえって増幅しかねない」と述べた[23]。
- 北朝鮮に対する制裁強化に賛成。
- 朝鮮学校への高校無償化適用に賛成し、2013年4月25日に実施された「『高校無償化』制度の朝鮮学校への即時適用と補助金復活を求める院内集会」に社民党幹事長の又市征治参院議員、社民党政策審議会長の吉田忠智参院議員、民主党の江崎孝参院議員、日本未来の党の阿部知子衆院議員、社民党の吉川元衆院議員、民主党の有田芳生参議院議員らが参加し朝鮮学校に「無償化」をこれからも働きかけることを表明した[24]。また、「万が一、朝鮮高校を対象から外せば憲法に違反するだけでなく、公権力による新たな差別法になってしまう」と述べ朝鮮学校を対象に含めるよう求め、朝鮮学校除外を示唆した首相の鳩山由紀夫に対して「こんな発言をするとは情けない」と批判した[25][26]。
- 村山談話、河野談話を見直すべきでないとしている。
- 首相や閣僚は靖国神社に参拝すべきでないとしている。

## 人物・活動
- 喫煙者であり、2017年頃からは電子たばこに切り替えている[22]。
- 参議院では、総務委員会・決算委員会・政府開発援助等に関する特別委員会の3委員会の委員を兼務し、毎年40回前後の国会質問を行っている。
- 新社会党と9条ネットについて、「『戻ってらっしゃい』と言っている。『村山政権のときに安保・自衛隊を認めた』と、馬鹿みたいな話をまだしている。」と批判している。同時に「民主党にも護憲派はいる」と民主党との共闘を進めながら、郵政問題を中心に国民新党との連携強化に踏み出し、野党共闘路線を主導した。
- 2003年、静岡空港建設反対の国会議員署名活動で署名者に加わっている[27]。
- 国民新党が推進した郵政改革法案について衆議院ではスピード審議で2010年5月に強行採決されたが、その前後に社民党が連立を離脱し、参議院総務委員会では又市が慎重審議を要求した。
- 2015年10月8日、胃がんであることを公表し、1カ月程度休養することを明らかにした[28]。
- 決算委員会を中心に数十回にわたり、国の特別会計の余剰金について追及し、その活用を訴えた。2006年4月17日、不況下にあって余剰金を「国民生活の向上、改善に役立てるべきだ」と訴える又市の姿勢を谷垣禎一財務大臣は「又市委員のこの特別会計改革に懸ける情熱には心から敬意を表したいと思っております」と讃えた[29]。結果として2006年から2013年までに累計で35兆円余りが一般会計に繰り入れられることとなった[30]。
- 「子どもを産まなかったほうが問題」だと発言した麻生太郎に対しては、記者会見の際に「それによって傷つく人々、不妊治療を受けたりする人々がいるわけで、まったく、副総理だとか財務大臣だとかという資格はない。アホウ太郎だ。と言わなきゃならない。」と発言して非難した[31]。

## 不祥事

### 週刊新潮による愛人密会報道
2007年6月21日に発売された「週刊新潮（6月28日号）」において、「利用は、議員及び議員と同居する家族などに限る」との入居基準がある議員宿舎を又市が女性との密会に用いたとの記事{{要出典}}に対し、事実無根であるとして発行元の新潮社を相手取って3300万円の損害賠償と謝罪広告の掲載を求める訴訟を東京地裁に起こした{{要出典}}。なお、これに先立つ同月19日、同地裁に雑誌の出版差止めの仮処分を申し立てた{{要出典}}ものの却下されていた{{要出典}}。
この件に対し、社民党も「改憲策動に立ちふさがる社民党と又市幹事長をなりふりかまわず中傷しようとする、『週刊新潮』の卑劣なやり方に強く抗議するとともに、新潮社が記事を撤回し謝罪するまで、徹底的に闘う所存である」とする党声明を発表し、又市を全面支援して裁判を戦うことを宣言した。
しかし、自ら提訴していたにもかかわらず、提訴と前後して新潮社側と示談を画策、調整が不調に終わると進退極まってしまい2008年6月30日に訴訟放棄を行った。このことで、自ら提訴した裁判での事実上の敗訴を宣言すると共に記事の内容を認める結果となった{{要出典}}。
前述の通り、同問題について、挙党体制で徹底的に闘うとしていた社民党の福島瑞穂党首も、この様な結果になった経緯について、「取材に応じることはできません」などと取材を拒否し、説明責任を放棄した{{要出典}}。

### 参議院本会議における副議長選挙二重投票問題
2013年8月2日、参議院本会議の副議長選挙にて、二重投票で投票数が合わなくなったことによる再選挙を行うことになった。同日、自民党は、二重投票を認めた又市と無所属の糸数慶子の2人に対する懲罰動議を提出したが、自民党以外の各会派は「意図的ではない」として、本会議への動議の提出に難色を示した。最終的には国会最終日の8月7日、議長による口頭注意で決着した。

## 所属団体・議員連盟
- 日朝国交正常化推進議員連盟（副会長）
- 立憲フォーラム（顧問）

## 著書
- 「政治の現状と私たちの課題」（2011年）